# Cleistanthus oblongifolius
Cleistanthus oblongifolius är en emblikaväxtart som först beskrevs av William Roxburgh, och fick sitt nu gällande namn av Johannes Müller Argoviensis. Cleistanthus oblongifolius ingår i släktet Cleistanthus och familjen emblikaväxter. Inga underarter finns listade i Catalogue of Life.